# Sobradinho (zbiornik wodny)
Sobradinho (port. Lago de Sobradinho) – sztuczne jezioro na rzece São Francisco, w północnej części stanu Bahia w Brazylii. Powstało w latach 70. XX wieku w wyniku budowy Zapory Sobradinho. Jest największym sztucznym zbiornikiem w Brazylii, zajmuje powierzchnię 4225 km2. Na jeziorze znajduje się wiele wysp, z których największa zajmuje powierzchnię 200 km2 i jest 17. pod względem powierzchni wyspą na świecie położoną na jeziorze.